# Iris Murray
Iris Murray, geborene Iris Rathmaier (* 24. April 1978 in Dornbirn; † 17. September 2022) war eine österreichische Springreiterin.

## Werdegang
Iris Murray schloss als 18-Jährige das BORG Dornbirn-Schoren ab, danach studierte sie drei Jahre lang an der PÄDAK in Feldkirch und Innsbruck mit den Schwerpunkten Englisch und Wirtschaft.
Anschließend leitete sie zwei Jahre lang ein Gestüt in Tirol, wobei ihre Hauptaufgaben die Ausbildung und der Verkauf junger Pferde waren. Ende 2001 verlegte die 23-Jährige ihren Wohnort in die Schweiz, wo sie zuerst zwei Jahre lang als Flugbegleiterin und anschließend als Lehrerin an einer Privatschule arbeitete. Danach widmete sie sich vollständig der Reiterei.
2005 folgten erste Siege in Springprüfungen der Klasse S, im Jahr 2009 Weltranglistenpunkte und Platzierungen in Großen Preisen. Ab 2010 war sie auch unter den besten Zehn der Top of Austria Liste der Springreiter zu finden.

## Privates
Murray war verheiratet. Sie lernte ihren Mann, der als leitender Angestellter in der IT-Branche tätig ist, bei ihrer Tätigkeit als Flugbegleiterin kennen. Ab dem Frühjahr 2013 betrieb Murray eine eigene Reitanlage in Korneuburg bei Wien.

## Pferde
- Night Flight (* 2000), brauner KWPN-Wallach, Vater: Nairobi, Muttervater: Hamlet
- Cash Flow (* 2000), brauner KWPN-Wallach, Vater: Manhattan, Muttervater: Concorde
- Miss Go Lightly (* 2003), braune KWPN-Stute, Vater: Namelus R, Muttervater: Wolfgang
- Bombay Sapphire (* 2005), belgisches Warmblut, Stute, Vater: Baloubet du Rouet, Muttervater: Cannonball
- Qui Doo (* 2005), brauner Oldenburger Wallach, Vater: Quidam’s Rubin, Muttervater: Acorado
- Valentine d’Arsouilles (* 2006), belgisches Warmblut, Stute, Vater: Vigo d’Arsouilles, Muttervater: Florentijn